# 努库萨瓦莱瓦莱
努庫薩瓦列法列（英語：Nukusavalevale Isle）是一個位於吐瓦魯首都富納富提的一座珊瑚礁島嶼。它位於富納富提環礁的東南邊緣以及墨圖羅亞南邊。